# Kanton Nîmes-5
Kanton Nîmes-5 (francouzsky Canton de Nîmes-5) je francouzský kanton v departementu Gard v regionu Languedoc-Roussillon. Tvoří ho část města Nîmes a zahrnuje městské čtvrti Montcalm-République, Mas de Vignolles, Km Delta, Ville-Active, Costières, Puech du Teil, Casa del Sol, Colisée a Duhoda.